# Пархимович, Виталий Михайлович
Вита́лий Миха́йлович Пархимо́вич (17 июня 1943 — 1995) — советский стрелок, призёр Олимпийских игр, чемпион мира. Заслуженный мастер спорта СССР (1970).

## Биография
Родился в 1943 году в Рязани. В 1968 году завоевал бронзовую медаль Олимпийских игр в Мехико. Был девятикратным чемпионом мира и тринадцатикратным чемпионом Европы, восемнадцатикратным чемпионом СССР.